# Ейнар Херцшпрунг
Ейнар Херцшпрунг (на датски: Ejnar Hertzsprung) е датски химик и астроном. Заедно с Хенри Ръсел, разработва диаграмата на Херцшпрунг-Ръсел в периода 1911 – 1913 г.

## Биография
Ейнар Херцшпрунг е роден на 8 октомври 1873 г. в Копенхаген. Завършва столично училище през 1892 г. След това записва да учи химическото инженерство в Санкт Петербург в периода 1899 – 1901 г.
През 1913 г. определя разстоянията до няколко цефеиди чрез паралакс, като по този начин успява да калибрира връзката, открита от Хенриета Суон Ливит, между цефеидния период и светимостта. Той използва тази връзка за да направи приблизителна оценка на разстоянието до Малкия Магеланов облак. В периода 1919 – 1946 г. Херцшпрунг работи в Лайденската обсерватория в Нидерландия, като от 1937 г. ѝ е директор. Сред учениците му в Лайден е Герард Кайпер.
Най-големият му принос към астрономията е разработването на система за класификация на звездите, поделяща ги по спектрален тип, етап в еволюцията и светимост. Така наречената диаграма на Херцшпрунг-Ръсел се използва и до днес като система за класификация, обясняваща видовете звезди и звездната еволюция. Освен това той открива и два астероида.
Жена му, Хенриета (1881 – 1956), е дъщеря на холандския астроном Якобус Каптейн. Херцшпрунг умира в Роскиле през 1967 г. Астероидът 1693 Херцшпрунг е кръстен в негова чест.